# Djävulen och Katja

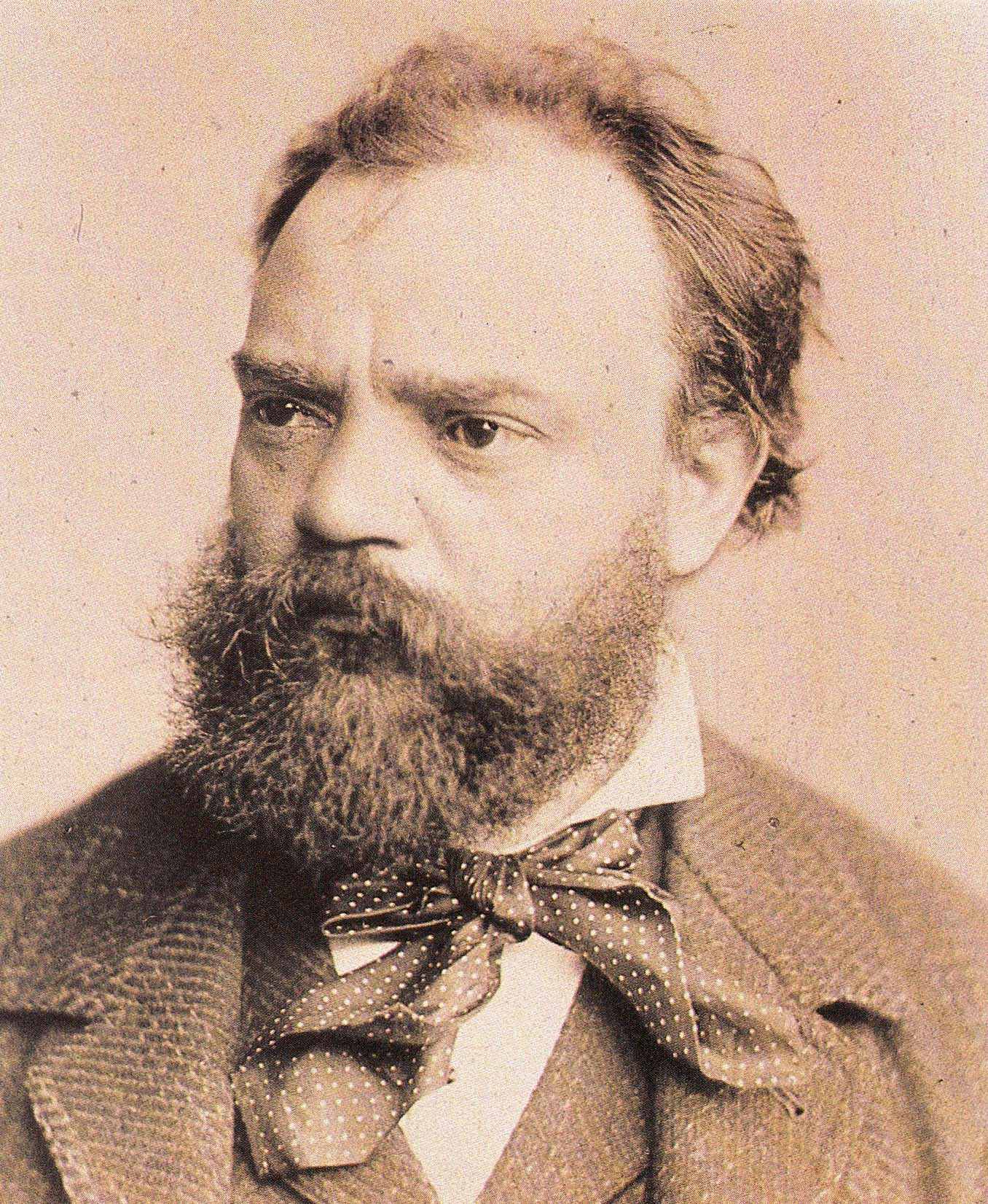
Antonín Dvořák

Djävulen och Katja (Tjeckiska: Čert a Káča) är en tjeckisk opera i tre akter med musik av Antonín Dvořák och libretto av Adolf Wenig efter en tjeckisk folksaga. 

## Historia
Operan komponerades när Dvořák stod på höjden av sin symfoniska karriär, vilket märks i övervikten av ren instrumentalmusik i många av operans scener. Alla scener åtföljs också av osedvanligt långa förspel inklusive en effektfull nedgång till helvetet i början av akt II. Påverkan från Richard Wagners operavärld märks i avsaknaden av ensemblesång, bortsett från kören som spelar en stor roll. Katja och Djävulen är en av de få tjeckiska operor där handlingen inte rör sig om kärlek.
Operan hade premiär den 23 november 1899 på Nationalteatern i Prag. Den blev snabbt populär i hemlandet på grund av sina många folkloristiska motiv.

## Personer
- Káča (Katja) (mezzosopran)
- Marbuel, en djävul (bas)
- Jirka, en herde (tenor)
- Katjas moder (mezzosopran)
- Lucifer (bas)
- Prinsessan (sopran)
- Djävulens dörrvakt (bas)
- Djävulens vakt (bas)
- Prinsessans hovmarskalk (bas)
- En kammarjungfru (sopran)
- En musiker (tenor)

## Handling

### Akt I
Det dansas utanför ett värdshus en sommarafton. Herden Jirka måste motvilligt lämna dansen för att arbeta. Ingen vill dansa med den tjocka och pratglada Katja. I sin sorg lovar hon att dansa med djävulen om ingen annan vill. Ögonblickligen dyker demonen Marbuel upp och frågar prinsessan om den stackars olyckliga flickan. Han dansar med Katja som alltför villigt låter sig lockas med till hans "röda slott". Paret försvinner ned i marken. Jirka, som nu har förlorat sitt arbete, anmäler sig frivilligt att rädda henne.

### Akt II
När Marbuel återvänder till helvetet med sitt kap upptäcker han att han mött sin överman i den beslutsamma flickan. Han vill bli av med henne men hon har ingen önskan att lämna helvetet. När Jirka anländer gör de upp en plan: Katja ska ersättas med pengar om hon lämnar, Jirka ska "rädda" prinsessan då Marbuel kommer för att hämta henne istället. 

### Akt III
Prinsessan lever i skräck för att bli hämtad av djävulen. Hon anlitar Jirka som beskyddare och lovar att ge honom frihet. Han skrämmer bort Marbuel med att Katja är på väg. Jirka blir ny härskare och Katja får en stor summa pengar av prinsessan. Med denna förmögenhet kommer det inte bli några problem att hitta en lämplig friare anser hon.